# Корсель-пре-Паєрн
Корсель-пре-Паєрн (фр. Corcelles-près-Payerne) — громада  в Швейцарії в кантоні Во, округ Бруа-Вюлі.

## Географія
Громада розташована на відстані близько 40 км на захід від Берна, 45 км на північний схід від Лозанни.
Корсель-пре-Паєрн має площу 12,1 км², з яких на 11,3% дозволяється будівництво (житлове та будівництво доріг), 82% використовуються в сільськогосподарських цілях, 4,4% зайнято лісами, 2,3% не є продуктивними (річки, льодовики або гори).

## Демографія
2019 року в громаді мешкало 2564 особи (+34,1% порівняно з 2010 роком), іноземців було 26,8%. Густота населення становила 212 осіб/км².
За віковим діапазоном населення розподілялося таким чином: 24,5% — особи молодші 20 років, 60,5% — особи у віці 20—64 років, 15% — особи у віці 65 років та старші. Було 1079 помешкань (у середньому 2,4 особи в помешканні).
Із загальної кількості 721 працюючого 133 було зайнятих в первинному секторі, 315 — в обробній промисловості, 273 — в галузі послуг.